# Alexander Frei
Alexander Frei (Bázel, 1979. július 15. –) svájci válogatott labdarúgó. Ő szerezte a legtöbb találatot hazája válogatottjában.

## Pályafutása

### Klubcsapatban
Karrierjét szülővárosa csapatában, az FC Baselben kezdte. Ekkor még csak egy szezont töltött itt, majd más svájci csapatokhoz, a Thunhoz, a Luzernhez és a Servette-hez igazolt rövid időre.
2003-ban légiós lett, ekkortól egészen 2006-ig a Rennes játékosa volt. Egy évvel Rennes-i játéka után az év svájci játékosának választották. A francia bajnokságnak egyébként ő volt a gólkirálya a 2004-05-ös idényben húsz találattal.
2006 nyarán négyéves szerződést írt alá a Bundesligában szereplő Borussia Dortmunddal. Átigazolásának díja megközelítőleg ötmillió euró volt. Itt szenvedte el első súlyosabb sérülését, azonban visszatérése után rögtön két gólt szerzett a Schalke ellen.
2009-ben hazatért, és nevelőegyesülete, a Basel játékosa lett. Első meccse a Sion elleni 2–1-es győzelem volt, ahol mindkét gólból vaskosan kivette a részét, az elsőnél ő jegyezte a gólpasszt, a másodikat pedig ő maga szerezte. A 2010-11-es szezon után ismét gólkirályi címet ünnepelhetett, harmincöt mérkőzésen szerzett huszonhét találatával.

### A válogatottban
Frei a svájci válogatottban 2001-ben mutatkozott be, és még ugyanebben az évben megszerezte első gólját is, rögtön hármat, Luxemburg ellen. 2004 óta az összes nagy tornán ott volt, a 2006-os vb-n két gólt is szerzett előbb Togo, majd Dél-Korea ellen.
A 2012-es Eb-selejtezőkön Freit kifütyülték a svájci szurkolók, még a Wales elleni 4–1-es győzelem alkalmával is. A bolgárok elleni 0–0-s döntetlen után úgy döntött, visszavonul a válogatottságtól. Jelenleg a válogatott gólrekordere 84 mérkőzésen szerzett 42 góljával.

## Edzői statisztika
| Csapat     | Nemzet   | –tól                | –ig               | Mérkőzések | Mérkőzések | Mérkőzések | Mérkőzések | Mérkőzések |
| Csapat     | Nemzet   | –tól                | –ig               | M          | Gy         | V          | D          | Gy %       |
| ---------- | -------- | ------------------- | ----------------- | ---------- | ---------- | ---------- | ---------- | ---------- |
| Wil        | Svájc    | 2020. szeptember 7. | 2021. november 9. | 52         | 16         | 11         | 25         | 30,8       |
| Winterthur | Svájc    | 2021. december 20.  | 2022. június 30.  | 18         | 10         | 6          | 2          | 55,6       |
| Basel      | Svájc    | 2022. július 1.     | 2023. február 7.  | 30         | 13         | 9          | 8          | 43,3       |
| Aarau      | Svájc    | 2023. június 12.    | Jelenleg is       | 0          | 0          | 0          | 0          | —          |
| Összesen   | Összesen | Összesen            | Összesen          | 100        | 39         | 26         | 35         | 39,0       |

## Sikerei, díjai

### Klubszinten
- Servette:
  - Kupagyőztes: 2001
- FC Basel:
  - Bajnok: 2009-10, 2010-11
  - Kupagyőztes: 2010
  - Uhrencup: 2011

### Egyéni
- A Ligue 1 gólkirálya: 2004-05
- Az év svájci labdarúgója: 2007
- A Super League gólkirálya: 2010-11

## Válogatott góljai
| #   | Időpont             | Helyszín                           | Ellenfél      | Állás | Végeredmény | Kiírás         |
| --- | ------------------- | ---------------------------------- | ------------- | ----- | ----------- | -------------- |
| 1.  | 2001. március 28.   | Hardturm, Zürich                   | Luxemburg     | 1–0   | 5–0         | Vb-selejtező   |
| 2.  | 2001. március 28.   | Hardturm, Zürich                   | Luxemburg     | 2–0   | 5–0         | Vb-selejtező   |
| 3.  | 2001. március 28.   | Hardturm, Zürich                   | Luxemburg     | 5–0   | 5–0         | Vb-selejtező   |
| 4.  | 2001. június 2.     | Svangaskarð, Toftir                | Feröer        | 1–0   | 1–0         | Vb-selejtező   |
| 5.  | 2001. szeptember 5. | Stade Josy Barthel, Luxembourg     | Luxemburg     | 1–0   | 3–0         | Vb-selejtező   |
| 6.  | 2002. augusztus 21. | St. Jakob-Park, Basel              | Ausztria      | 2–1   | 3–2         | Barátságos     |
| 7.  | 2002. szeptember 8. | St. Jakob-Park, Basel              | Grúzia        | 1–0   | 4–1         | Eb-selejtező   |
| 8.  | 2003. február 12.   | Športni Park, Nova Gorica          | Szlovénia     | 3–0   | 5–1         | Barátságos     |
| 9.  | 2003. február 12.   | Športni Park, Nova Gorica          | Szlovénia     | 5–0   | 5–1         | Barátságos     |
| 10. | 2003. április 30.   | Stade de Genève, Genf              | Olaszország   | 1–0   | 1–2         | Barátságos     |
| 11. | 2003. június 7.     | St. Jakob-Park, Basel              | Oroszország   | 1–0   | 2–2         | Eb-selejtező   |
| 12. | 2003. június 7.     | St. Jakob-Park, Basel              | Oroszország   | 2–0   | 2–2         | Eb-selejtező   |
| 13. | 2003. június 11.    | Stade de Genève, Genf              | Albánia       | 2–1   | 3–2         | Eb-selejtező   |
| 14. | 2003. október 11.   | St. Jakob-Park, Basel              | Írország      | 2–0   | 2–0         | Eb-selejtező   |
| 15. | 2004. február 18.   | Stade Moulay Abdallah, Rabat       | Marokkó       | 1–2   | 1–2         | Barátságos     |
| 16. | 2004. október 9.    | Ramat Gan Stadion, Tel-Aviv        | Izrael        | 1–1   | 2–2         | Vb-selejtező   |
| 17. | 2005. március 30.   | Hardturm, Zürich                   | Ciprus        | 1–0   | 1–0         | Vb-selejtező   |
| 18. | 2005. június 4.     | Svangaskarð, Toftir                | Feröer        | 2–1   | 3–1         | Vb-selejtező   |
| 19. | 2005. június 4.     | Svangaskarð, Toftir                | Feröer        | 3–1   | 3–1         | Vb-selejtező   |
| 20. | 2005. augusztus 17. | Ullevaal Stadion, Oslo             | Norvégia      | 1–0   | 2–0         | Barátságos     |
| 21. | 2005. szeptember 3. | St. Jakob-Park, Basel              | Izrael        | 1–0   | 1–1         | Vb-selejtező   |
| 22. | 2007. szeptember 5. | GSP Stadion, Nicosia               | Ciprus        | 1–0   | 3–1         | Vb-selejtező   |
| 23. | 2005. november 16.  | Şükrü Saracoğlu Stadion, Isztambul | Törökország   | 1–0   | 2–4         | Vb-selejtező   |
| 24. | 2006. június 3.     | Hardturm, Zürich                   | Kína          | 1–0   | 4–1         | Barátságos     |
| 25. | 2006. június 3.     | Hardturm, Zürich                   | Kína          | 3–0   | 4–1         | Barátságos     |
| 26. | 2006. június 19.    | FIFA WM Stadion Dortmund, Dortmund | Togo          | 1–0   | 2–0         | Világbajnokság |
| 27. | 2006. június 23.    | FIFA WM Stadion Hannover, Hannover | Dél-Korea     | 2–0   | 2–0         | Világbajnokság |
| 28. | 2006. augusztus 16. | Rheinpark Stadion, Vaduz           | Liechtenstein | 1–0   | 3–0         | Barátságos     |
| 29. | 2006. augusztus 16. | Rheinpark Stadion, Vaduz           | Liechtenstein | 2–0   | 3–0         | Barátságos     |
| 30. | 2006. szeptember 2. | St. Jakob-Park, Basel              | Venezuela     | 1–0   | 1–0         | Barátságos     |
| 31. | 2006. szeptember 6. | Stade de Genève, Genf              | Costa Rica    | 2–0   | 2–0         | Barátságos     |
| 32. | 2007. március 25.   | Miami Orange Bowl, Miami           | Kolumbia      | 1–1   | 1–3         | Barátságos     |
| 33. | 2008. május 24.     | Cornaredo Stadion, Lugano          | Szlovákia     | 2–0   | 2–0         | Barátságos     |
| 34. | 2008. május 30.     | AFG Arena, St. Gallen              | Liechtenstein | 1–0   | 3–0         | Barátságos     |
| 35. | 2008. május 30.     | AFG Arena, St. Gallen              | Liechtenstein | 2–0   | 3–0         | Barátságos     |
| 36. | 2008. október 11.   | AFG Arena, St. Gallen              | Lettország    | 1–0   | 2–1         | Vb-selejtező   |
| 37. | 2008. október 15.   | Karaiszkákisz Stadion, Pireusz     | Görögország   | 1–0   | 2–1         | Vb-selejtező   |
| 38. | 2009. március 28.   | Zimbru Stadion, Chișinău           | Moldova       | 1–0   | 2–0         | Vb-selejtező   |
| 39. | 2009. április 1.    | Stade de Genève, Genf              | Moldova       | 2–0   | 2–0         | Vb-selejtező   |
| 40. | 2009. szeptember 9. | Skonto stadion, Riga               | Lettország    | 1–0   | 2–2         | Vb-selejtező   |
| 41. | 2010. november 17.  | Stade de Genève, Genf              | Ukrajna       | 1–0   | 2–2         | Barátságos     |
| 42. | 2010. november 17.  | Stade de Genève, Genf              | Ukrajna       | 2–1   | 2–2         | Barátságos     |